# David Seymour (fotoreporter)
David Seymour, pseud. Chim, właśc. Dawid Szymin (ur. 20 listopada 1911 w Warszawie, zm. 10 listopada 1956 w Al-Kantarze w Egipcie) – amerykański fotoreporter, pochodzenia żydowskiego, wraz z Robertem Capą, Henrim Cartier-Bressonem i George’em Rodgerem założył agencję fotograficzną Magnum.

## Życiorys
Był synem wydawcy książek hebrajskich w Polsce. W latach 1929–1933 studiował w Lipsku i Paryżu. W tym drugim mieście poznał Roberta Capę, Gerdę Pohorylle, Georges’a Sorię oraz Henri Cartier-Bressona. Z powodu trudności finansowych w rodzinie, zaczął pracować jako fotoreporter, publikując swój pierwszy fotoreportaż w Paris-soir. Od 1934 pracował dla Regards pod pseudonimem Chim, który był w języku francuskim fonetycznym zapisem skrótu jego prawdziwego nazwiska.
W roku 1936 jako przeciwnik faszyzmu udał się do republikańskiej Hiszpanii. Fotografie z wojny w Hiszpanii wyrobiły mu reputację w Europie. Po zwycięstwie popieranych przez państwa faszystowskie sił narodowych generała Francisco Franco, powrócił do Francji, by wkrótce potem wyjechać przez Meksyk do Stanów Zjednoczonych, gdzie w 1940 zaciągnął się do armii amerykańskiej. Pełnił funkcje tłumacza i fotografa na polach bitewnych Europy. W roku 1942, w którym jego rodzice zostali zamordowani przez niemieckich nazistów, otrzymał obywatelstwo amerykańskie.
Po zakończeniu II wojny wojny pracował dla UNESCO, dokumentując wpływ wojny na psychikę dzieci, robiąc zdjęcia między innymi w Polsce, czego owocem był wydany w 1949 album Children of Europe. W 1947 roku w Monachium był współzałożycielem agencji fotograficznej Magnum, której prezesem został w 1954, po tragicznej śmierci Roberta Capy. Sportretował m.in. Sophię Loren, Marilyn Monroe i Pabla Picassa. Jego zdjęcie Ingrid Bergman posłużyło za oficjalny plakat 68. MFF w Cannes.
Zginął 10 listopada 1956 od kuli wystrzelonej z egipskiego karabinu maszynowego na przejściu granicznym w Al-Kantarze, na izraelsko-egipskiej linii zawieszenia ognia w czasie kryzysu sueskiego, przygotowując materiał o wymianie jeńców.
Jego spuścizna znajduje się w International Center of Photography w Nowym Jorku.